# Томас Ебендорфер
Томас Ебендорфер (нім. Thomas Ebendorfer; 10 серпня 1387, Хазельбах, Нідерхоллабрунн — 12 січня 1464, Відень) —  австрійський історик XV століття і професор  Віденського університету.
Його головна праця, «Австрійська хроніка» (лат. Chronicon Austriae), представляє надзвичайно ґрунтовну для того часу історію Австрії з найдавніших часів до 1463. Перший том цього твору, 1451 року піднесений імператору Священної Римської імперії Фрідріху III, який попросив автора зробити короткий його переказ.
Хоча автор і не особливо критично поставився до наведених відомостей, але недолік цей окупається численними подробицями, великою точністю та повною об'єктивністю. Для історії Австрії з 1404 до 1463 ця робота є необхідним і головним джерелом. Надрукований він в першому томі виданого Пецом «Scriptores rer. austr. vet.». Інша важлива праця Ебендорфера, «Diarium gestorum per legatos concilii Basileensis pro reductione Bohemorum», надрукована в першому томі "Scr. Concil. Basil. «(1857) як частина» Monum. concilii Basileensis ".